# Солоницівська селищна рада
Солониці́вська се́лищна ра́да — адміністративно-територіальна одиниця та орган місцевого самоврядування в Дергачівському районі Харківської області. Адміністративний центр — селище міського типу Солоницівка.

## Загальні відомості
- Солоницівська селищна рада утворена в 1939 році.
- Територія ради: 70,05 км²
- Населення ради: 16 569 осіб (станом на 2001 рік)
- Територією ради протікає річка Уди.

## Населені пункти
Селищній раді підпорядковані населені пункти:
- смт Солоницівка
- с. Куряжанка
- с. Подвірки
- с. Сіряки

### Колишні населені пункти
- Баси, приєднане до Солоницівки

## Склад ради
Рада складається з 26 депутатів та голови.
- Голова ради: Шабатько Василь Іванович
- Секретар ради:  Євтушенко Валентина Іванівна

### Керівний склад попередніх скликань
| Прізвище, ім'я, по батькові | Основні відомості                                                        | Дата обрання | Дата звільнення |
| --------------------------- | ------------------------------------------------------------------------ | ------------ | --------------- |
| Стаскевич Юрій Михайлович   | Селищний голова, 1961 року народження, член Партії регіонів              | 26.03.2006   | 31.10.2010      |
| Шабатько Василь Іванович    | Селищний голова, 1960 року народження, освіта вища, член Партії регіонів | 31.10.2010   |                 |
| Шабатько Василь Іванович    | Селищний голова, 1960 року народження, освіта вища, позапартійний        | 26.10.2015   |                 |

Примітка: таблиця складена за даними сайту Верховної Ради України 

### Депутати
За результатами місцевих виборів 2015 року депутатами ради стали:

#### За суб'єктами висування
| Суб'єкт висування | Кількість обраних депутатів |
| ----------------- | --------------------------- |
| ВО Батьківщина    | 1                           |
| Самовисування     | 25                          |

#### За округами
| № округу | Прізвище, ім'я, по батькові    | Дата визнання обраним | Освіта | Партійна приналежність | Відомості про обраного депутата |
| -------- | ------------------------------ | --------------------- | ------ | ---------------------- | ------------------------------- |
| 1        | Шовкун Олександр Олександрович | 28.10.2015            |        |                        |                                 |
| 2        | Мішина Ніна Леонтіївна         | 28.10.2015            |        |                        |                                 |
| 3        | Маслій Віталій Васильович      | 28.10.2015            |        |                        |                                 |
| 4        | Мамєдов Раміс Бахатдінович     | 28.10.2015            |        |                        |                                 |
| 5        | Пантелеєв Богдан Геннадійович  | 28.10.2015            |        |                        |                                 |
| 6        | Пантелеєва Тетяна Вячеславівна | 28.10.2015            |        |                        |                                 |
| 7        | Смирнов Олег Сергійович        | 28.10.2015            |        |                        |                                 |
| 8        | Шевчцов Олександр Петрович     | 28.10.2015            |        |                        |                                 |
| 9        | Доброскок Сергій Вікторович    | 28.10.2015            |        |                        |                                 |
| 10       | Крамаренко Олег Іванович       | 28.10.2015            |        |                        |                                 |
| 11       | Супрунович Михайло Миколайович | 28.10.2015            |        |                        |                                 |
| 12       | Цимбал Сергій Миколайович      | 28.10.2015            |        |                        |                                 |
| 13       | Родак Євген Михайлович         | 28.10.2015            |        |                        |                                 |
| 14       | Харченко Сергій Миколайович    | 28.10.2015            |        |                        |                                 |
| 15       | Котеленець Вадим Вікторович    | 28.10.2015            |        |                        |                                 |
| 16       | Бондаренко Віталій Вікторович  | 16.11.2015            |        |                        |                                 |
| 17       | Нужний Максим Михайлович       | 28.10.2015            |        |                        |                                 |
| 18       | Рижих Герман Миколайович       | 28.10.2015            |        |                        |                                 |
| 19       | Німець Валентина Броніславівна | 28.10.2015            |        |                        |                                 |
| 20       | Нагорнюк Микола Петрович       | 28.10.2015            |        |                        |                                 |
| 21       | Шевченко Любов Михайлівна      | 28.10.2015            |        |                        |                                 |
| 22       | Завалій Олександр Петрович     | 28.10.2015            |        |                        |                                 |
| 23       | Ляшенко Людмила Іванівна       | 28.10.2015            |        |                        |                                 |
| 24       | Миколенко Роман Дмитрович      | 28.10.2015            |        |                        |                                 |
| 25       | Євтушенко Валентина Іванівна   | 28.10.2015            |        |                        |                                 |
| 26       | Яненко Артем Васильович        | 28.10.2015            |        |                        |                                 |